# San Giovanni Ilarione
San Giovanni Ilarione este o comună din provincia Verona, regiunea Veneto, Italia, cu o populație de 4.886 locuitori (1 ianuarie 2023) și o suprafață de 25,4 km².

## Demografie
San Giovanni Ilarione - evoluția demografică

|  | Graficele sunt indisponibile din cauza unor probleme tehnice. Mai multe informații se găsesc la Phabricator și la wiki-ul MediaWiki. |

Date: Recensăminte sau birourile de statistică - grafică realizată de Wikipedia